# Otto Edelstam (militär)

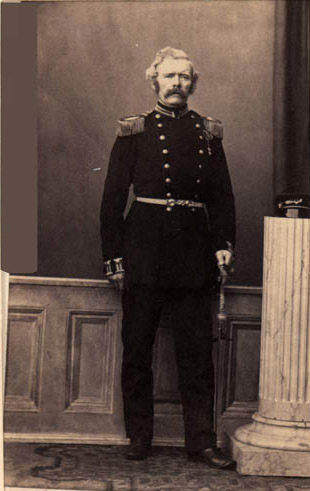
Översten Otto Edelstam (1806–1880)

Otto Edelstam, född 19 januari 1806 i Ijo socken, Uleåborgs län, död 19 juni 1880 på Edelvik i Burträsks socken, Västerbottens län, var en svensk militär.

## Biografi
Edelstam blev inskriven som soldat vid Västerbottens regemente 1822, rustmästare där samma år, furir 1823, bataljonsadjutant 1824, sergeant 1825, fänrik 1827, löjtnant 1832 och kapten vid Västerbottens fältjägarkår 1843. Han befordrades till major 1859, till överstelöjtnant 1861 och var 1861–1864 chef för fältjägarkåren. Edelstam blev överste 1864 och erhöll samma år avsked. 
Edelstam var ordförande i kommittén för ordnandet av prästerskapets löner. 

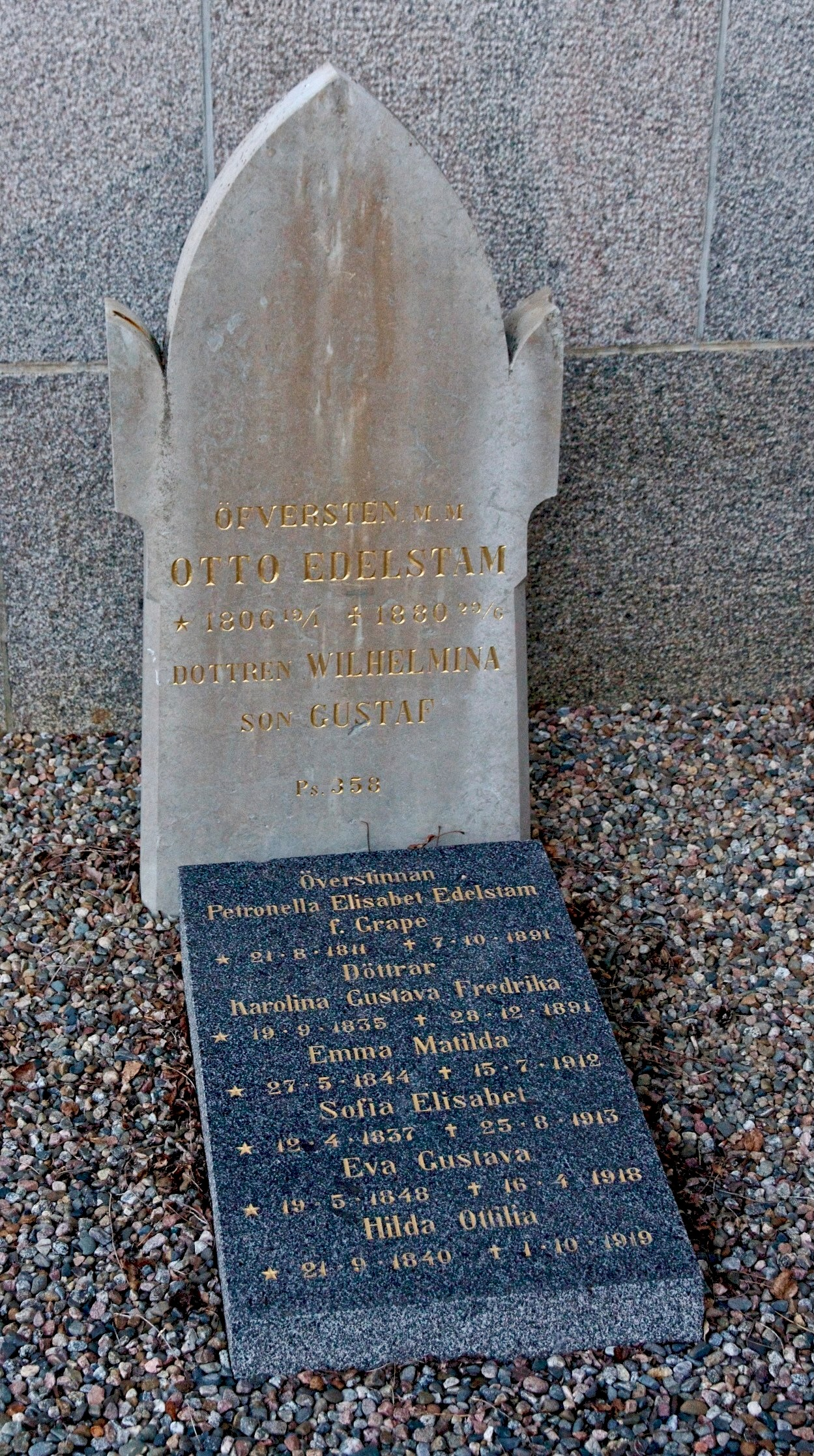
Översten Otto Edelstams grav i Burträsk

Fram till sin död bodde Edelstam på gården Edelvik i Burträsk, den gård som hans far Gustaf Edelstam köpte 1817.

## Utmärkelser
- Riddare av Svärdsorden, 1853

## Familj
Otto Edelstam var son till landshövdingen överste Gustaf Edelstam och Carolina Agata Holmström samt dotterson till Fredrik Holmström. 
Otto Edelstam var gift med Petronella Grape (1811–1891), som var dotter till Isak Grape. Makarna hade tillsammans nio barn, bland andra Lovisa Edelstam som gifte sig med extra rådmannen i Skövde Gustaf Reinhold Tengstrand (1828–1896).